# 천원역
천원역(Cheonwon station, 川原驛)은 전북특별자치도 정읍시 입암면 접지리에 위치한 호남선의 철도역이다.

## 연혁
- 1945년 6월 1일 : 무배치간이역으로 영업 개시[1]
- 1950년 10월 1일 : 한국전쟁으로 역사 소실
- 1951년 10월 10일 : 보통역에서 무배치간이역으로 격하[2]
- 1955년 3월 1일 : 무배치간이역에서 보통역으로 승격 및 구역사 준공[3]
- 1977년 8월 5일 : 정읍역 대신 민수용 무연탄 도착 화물취급역 지정[4]
- 1985년 5월 8일 : 역사 신축 착공
- 1986년 3월 10일 : 현재 역사 신축 준공
- 1991년 11월 14일 : 노령역 원격제어
- 1992년 6월 10일 : 수소화물 취급 중지[5]
- 2009년 8월 17일 : 간이역으로 격하 및 역무원 철수, 철도승차권 단말기 철거
- 2010년 1월 5일 : 여객 취급 중지
- 2015년 5월 29일 : 화물 취급 중지[6]

## 사진

역사(광장측)
역사 상부 역명표(광장측)
역사(구내측)
역사 상부 역명표(구내측)
무인화 안내문
승강장 역명표(상행)